# Емма Джонсон (плавчиня)
Емма Джонсон (англ. Emma Johnson, 24 лютого 1980) — австралійська плавчиня.
Призерка Олімпійських Ігор 1996 року.
Чемпіонка світу з плавання на короткій воді 1997 року.
Призерка Пантихоокеанського чемпіонату з плавання 1995 року.